# José de la Cruz Mena

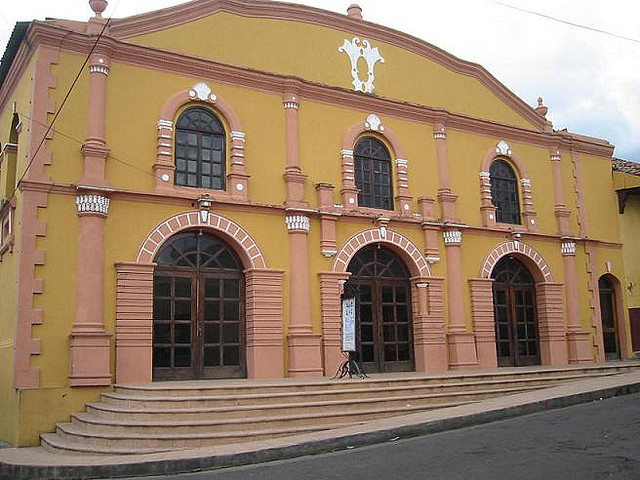
Teatro Municipal de León "José de la Cruz Mena"

José de la Cruz Mena Ruíz, född 3 maj 1874 i León, död där 22 september 1907, var en nicaraguansk kompositör och orkesterledare.
När Mena var 26 år gammal, drabbades han av spetälska. Han flyttade då till utkanten av León. Blind av sjukdomen, dikterade han sina kompositioner för vänner, som skrev ner dem på noter. Konsert- och teaterhuset i hans hemstad León, Teatro Municipal José de la Cruz Mena, är uppkallat efter honom.

## Verk i urval
- Ruinas, vals
- Rosalia, vals
- Tus ojos, vals
- Bella Margarita, vals
- Amores de Abraham, vals

## Biografier
- Gratus Halftermeyer, José de la Cruz Mena: biografía, Tip. Progreso, 1940.
- Edgardo Buitrago, Vida y obra de José de la Cruz Mena, Boletín nicaragüense de bibliografía y documentación, XLVIII, Managua, 1982.
- Armando Zambrana Fonseca, Ruinas: mi incurable tristeza, novela biográfica sobre José de la Cruz Mena, PAVSA, 2006.